# 존 컬럼
존 컬럼(John Cullum, 1930년 3월 2일 ~ )은 미국의 배우이다.

## 출연 작품
- 정글랜드 (2019)
- 더 히스토리언 (2014)
- 비포 위 고 (2014)
- 러브 이즈 스트레인지 (2014)
- 킬 유어 달링 (2013)
- 올 굿 에브리씽 (2010)
- 더 미들 시즌1 (2009)
- 나이트 리스너 (2006)
- 악명높은 베티 페이지 (2005)
- 언포기버블 블랙니스 (2004)
- 리커쉐이 리버 (2001)
- Law & Order : 성범죄전담반 1 (1999)
- 로스웰 시즌1 (1999)
- 돈 잃고 몸 버리고 (1999)
- 더 시크릿 라이프 오브 알제논 (1997)
- ER (1994)
- 가면 뒤의 미소 (1992)
- 알래스카의 빛 (1990)
- 법과 질서 (1990)
- 앵커우먼의 실종 (1989)
- 사선을 넘어 - TV 시리즈 (1989)
- 돌아오지 않는 KAL 007 (1988)
- 스위트컨트리 (1987)
- 그날 이후 (1983)
- 그레이트 퍼포먼스 (1972)
- 1776 (1972)
- 원 라이프 투 리브 (1968)
- 하와이 (1966)